# Self Esteem
Self Esteem is een nummer van de Amerikaanse punkrockband The Offspring. Het is de tweede single van hun derde studioalbum Smash uit 1994. Op 22 december van dat jaar werd het nummer eerst  in thuisland de VS en Canada op single uitgebracht. Op 8 januari 1995 volgden Europa, Australië en Nieuw-Zeeland. In 2008 werd het nummer ook als digitale download uitgebracht.

## Achtergrond
De single werd een hit aan beide kanten van de Atlantische Oceaan, en kende vooral in Noord-Europa groot succes. In thuisland de Verenigde Staten had de single niet zoveel succes met een 45e positie in de Billboard Hot 100. Ook in buurland Canada werd slechts een bescheiden 34e positie bereikt. Eveneens was in het Verenigd Koninkrijk het succes bescheiden met een 37e positie in de UK Singles Chart. In Australië werd de 6e positie en in Nieuw-Zeeland de 37e positie bereikt. In Denemarken, Zweden, Noorwegen, IJsland, Letland en Litouwen daarentegen werd de nummer 1-positie behaald en in de Eurochart Hot 100 de 10e.
In Nederland werd de single destijds veel gedraaid op de landelijke radiozenders en was de single wél succesvol met een 4e positie in zowel de Nederlandse Top 40 op destijds Radio 538 als de publieke hitlijst; toentertijd de Mega Top 50 op Radio 3FM.
In België bereikte de single de 6e positie in de Vlaamse Radio 2 Top 30, de 7e positie in de Vlaamse Ultratop 50 en de 8e positie in de Waalse Ultratop 50.

## Hitnoteringen

### NPO Radio 2 Top 2000
| Nummer met noteringen in de NPO Radio 2 Top 2000 | '14 | '15 | '16 | '17 | '18 | '19 | '20 | '21 | '22 | '23 | '24 |
| ------------------------------------------------ | --- | --- | --- | --- | --- | --- | --- | --- | --- | --- | --- |
| Self Esteem                                      | 937 | 805 | 826 | 966 | 772 | 846 | 885 | 858 | 751 | 825 | 754 |

1. ↑  Een vetgedrukt getal geeft de hoogste notering aan.
2. ↑  2014 was het eerste jaar met een notering voor dit nummer.